# Cratere Zasyadko
Zasyadko è un cratere lunare di 10,27 km situato nella parte nord-occidentale della faccia nascosta della Luna.